# Kanton Portovelo
Der Kanton Portovelo befindet sich in der Provinz El Oro im Süden von Ecuador. Er besitzt eine Fläche von 288,1 km². Im Jahr 2020 lag die Einwohnerzahl schätzungsweise bei 14.000. Verwaltungssitz des Kantons ist die Kleinstadt Portovelo mit 7838 Einwohnern (Stand 2010). Der Kanton Portovelo wurde am 5. August 1980 eingerichtet.

## Lage
Der Kanton Portovelo befindet sich an der Westflanke der Anden im äußersten Südosten der Provinz El Oro. Das Gebiet liegt in Höhen zwischen 560 m und 3600 m. Der Kanton befindet sich im oberen Einzugsgebiet des Río Puyango. Die Fernstraße E585 verbindet Portovelo mit den nahe gelegenen Städten Zaruma und Piñas. 
Der Kanton Portovelo grenzt im Süden an die Provinz Loja, im Westen an den Kanton Piñas sowie im Norden an den Kanton Zaruma.

## Verwaltungsgliederung
Der Kanton Portovelo ist in die Parroquia urbana („städtisches Kirchspiel“)
- Portovelo

und in die Parroquias rurales („ländliches Kirchspiel“)
- Curtincápac
- Morales
- Salatí

gegliedert.